# Кулани
Кулани (англ. Coolaney; ирл. Cúil Áine, «уголок Ани») — деревня в Ирландии, находится в графстве Слайго (провинция Коннахт).

## Демография
Население — 208 человек (по переписи 2006 года). В 2002 году население составляло 167 человек.
Данные переписи 2006 года:
| Общие демографические показатели |               |                               |                               |      |      |
| Всё население                    | Всё население | Изменения населения 2002—2006 | Изменения населения 2002—2006 | 2006 | 2006 |
| 2002                             | 2006          | чел.                          | %                             | муж. | жен. |
| 167                              | 208           | 41                            | 24,6                          | 103  | 105  |